# Обыкновенный щитомордник
Обыкновенный щитомордник, или щитомордник Палласа (лат. Gloydius halys), — вид ядовитых змей рода щитомордников подсемейства ямкоголовых семейства гадюковых.

## Описание
Змея среднего размера — длина тела достигает 690 мм, длина хвоста — 110 мм. Голова широкая, с хорошо выраженным шейным перехватом, сверху покрыта крупными щитками, образующими подобие щита. Между ноздрей и глазом расположена лицевая термочувствительная ямка; зрачок глаза вертикальный. Вокруг середины тела щитомордника насчитывается 23 ряда чешуй. Брюшных щитков — 155—187, подхвостовых — 33—50 пар.

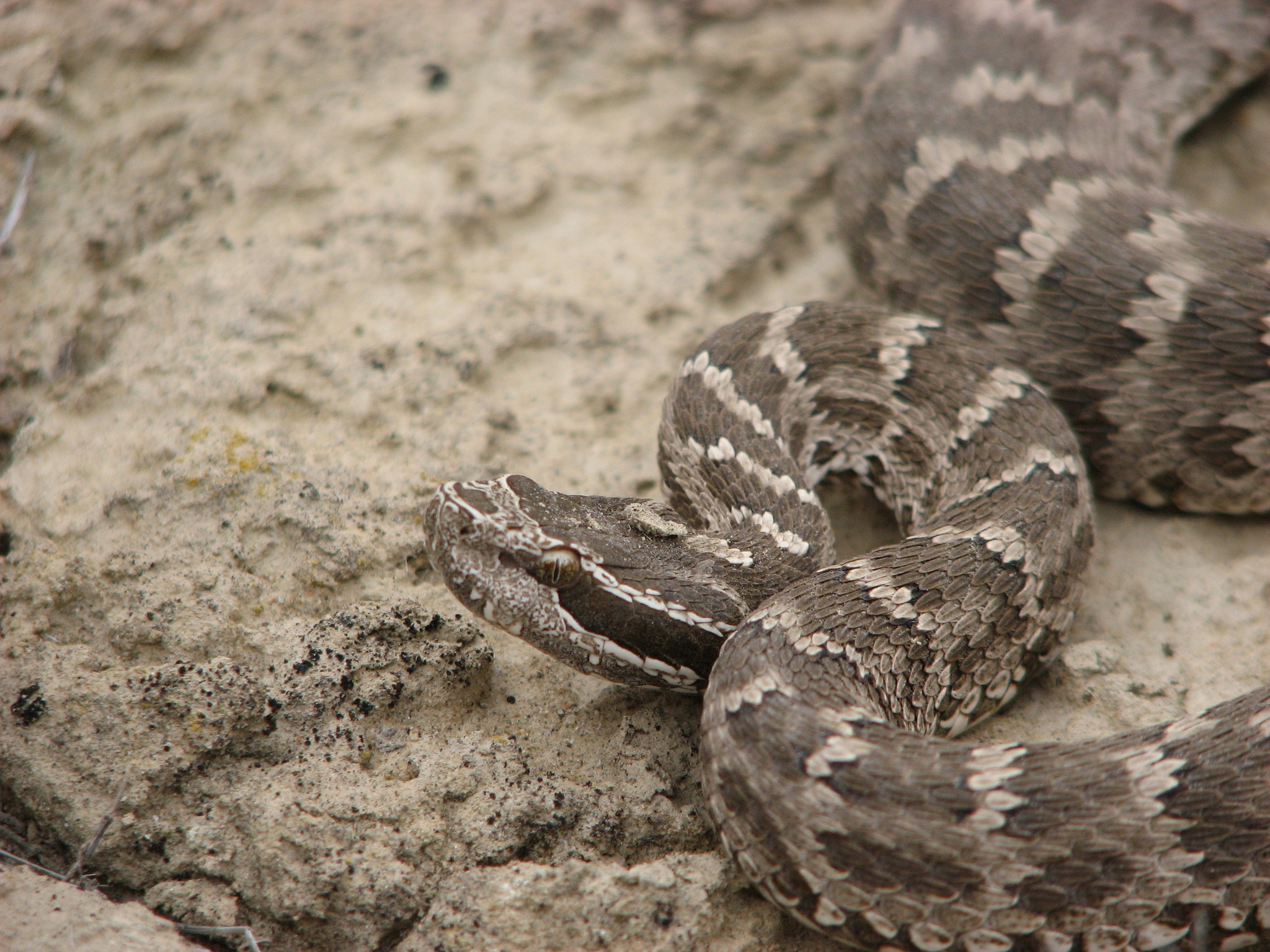
Обыкновенный щитомордник

Окраска верхней стороны тела обыкновенного щитомордника бурая или серо-коричневая, с поперечными темно-коричневыми пятнами, число которых варьирует от 29 до 50. По бокам тела проходит по одному продольному ряду более мелких темных пятен. На голове четкий пятнистый рисунок, а по её сторонам расположена темная заглазничная полоса. Брюхо от светло-серого до бурого цвета, с мелкими темными и светлыми крапинами. Встречаются одноцветные кирпично-красные или почти черные особи.

## Распространение

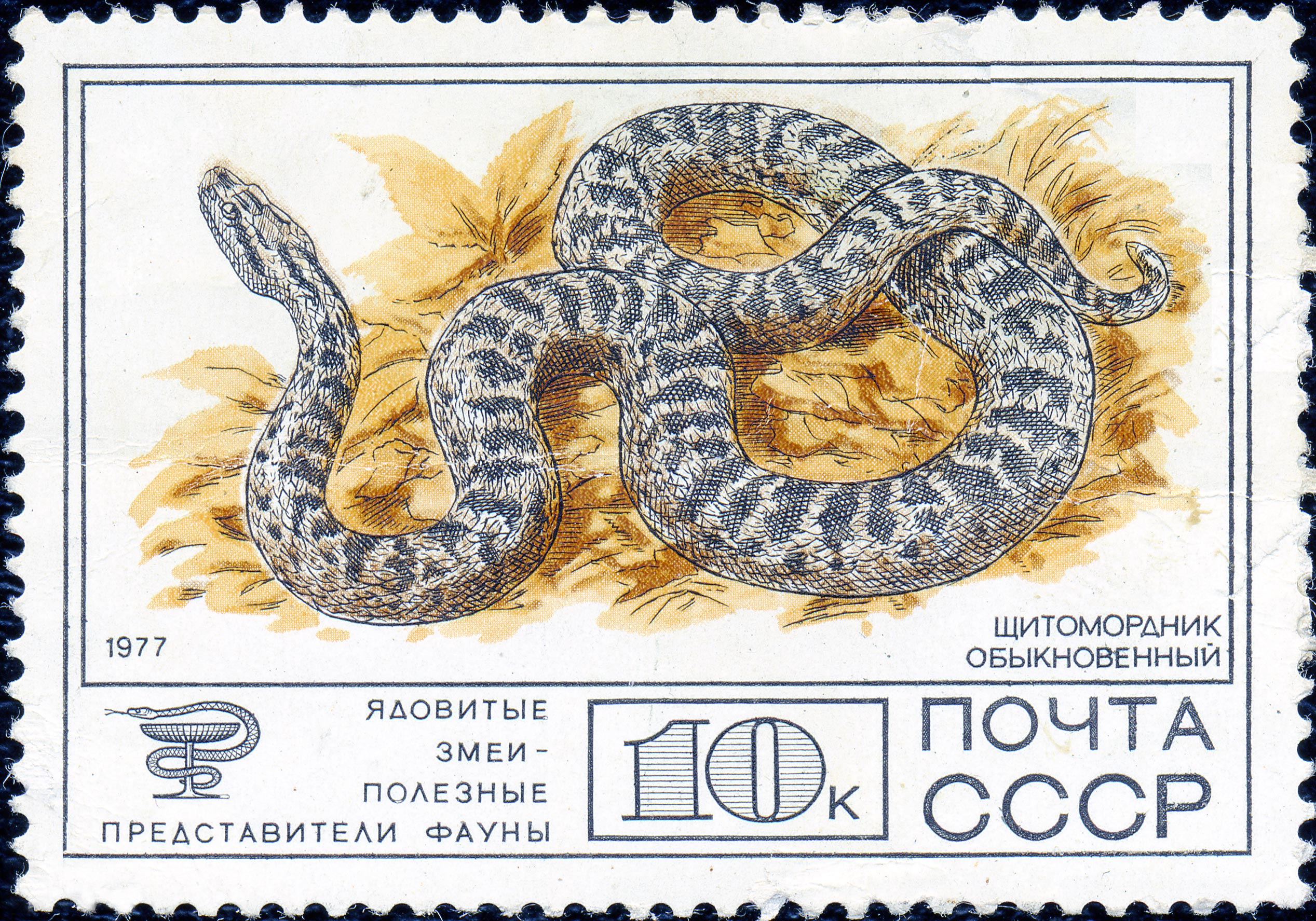
Почта СССР 1977. Щитомордник обыкновенный.

Распространён от восточного Казахстана через Южную Сибирь до Монголии.
Ранее объём вида понимался шире, и в его ареал включали территории от северо-восточного побережья Каспийского моря на западе до верховий Хуанхэ и Внутренней Монголии на востоке, а южная граница распространения понималась как линия, проходящая по южному берегу Иссык-Куля, верховьям Сырдарьи, северо-западному Афганистану, Копетдагу и юго-востоку Азербайджана. Позднее подвиды обыкновенного щитомордника выделили в отдельные виды.

## Образ жизни
В пределах обширной области распространения щитомордник обитает в самых разнообразных биотопах: в равнинных и нагорных степях, в полупустынях, а по колониям грызунов проникает даже в закрепленные пески. Встречается он также на каменистых осыпях в горных лесах, по берегам рек и озер, на субальпийских лугах. В горы поднимается до высоты 3000 м над уровнем моря. В последнее время часто обитает на окраинах небольших городов и в посёлках, где его привлекают подвалы бетонных домов и обширные популяции мышей и голубей. Часто облюбовывает городские свалки.
Плотность населения щитомордника в местах обитания обычно невелика, а максимальная численность наблюдается весной и в начале лета. В северном Прибайкалье щитомордник местами многочислен. Весной и осенью эта змея активна днем, а летом она переходит к сумеречному и ночному образу жизни. Выход из зимовки происходит с начала марта до конца мая, в зависимости от широты местообитаний. Спаривание наблюдается в апреле — мае, обычно через 1,5—2 недели после выхода из зимовок. И продолжается в течение почти всего активного периода.
В середине лета начинается расселение змей в летние местообитания: на скалы, к подножию склонов и в распадки. Укрытиями щитоморднику служат норы грызунов, расщелины каменистых осыпей, трещины в глинистых обрывах. На зимовку они уходят в первой декаде октября. В августе — начале октября самка приносит от 3 до 14 детенышей с длиной тела 160—190 мм и массой 5—6 г. Рацион обыкновенного щитомордника включает различных мелких позвоночных животных, преимущественно грызунов, а также землероек, мелких птиц и ящериц. Изредка он поедает яйца птиц и мелких змей. Молодые особи питаются и беспозвоночными животными. Нередко вся жизнь популяции связана с колониями полевок рода Microtus (например, в степях Западного Казахстана, Монгольского Алтая и Хангая) и змеи вообще не покидают этих колоний, где они обеспечены всем необходимым. В Юго-Западной Монголии на песчаных почвах, закреплённых растущей на них селитрянкой, щитомордники добывают ящурок Пржевальского, которые в тех же кустах охотятся за насекомыми или поедают ягоды селитрянки в период созревания. Охотничий участок щитомордника в диаметре составляет 100—160 м. В некоторых частях ареала в связи с хозяйственной деятельностью человека популяции щитомордника подвержены сильному антропогенному прессу. В районе Зейского водохранилища в микропопуляциях этого вида, разбросанных на разных участках побережья, изменились экологические условия и наблюдались генетические изменения, характерные для изолированных поселений.

## Ядовитость
Для людей укус обыкновенного щитомордника весьма болезнен. На месте введения яда и во внутренних органах возникают сильные кровоизлияния. Всё это очень неприятно, но обычно через 5—7 дней наступает полное выздоровление. Тем не менее укус обыкновенного щитомордника может быть смертельно опасен для маленьких детей.
Для лошадей и некоторых других домашних животных укус обыкновенного щитомордника, как правило, оказывается смертельным.